# Missions jesuítiques guaranís
Les missions jesuítiques guaranís foren pobles missionals fundats per la Companyia de Jesús entre els pobles Guaraní i afins, que tenien com a fi evangelitzar els nadius i els de l'actual província de Misiones a l'Argentina, el nord de Corrientes i territoris actualment al sud del Brasil i Paraguai.
Les reduccions entre els guaycurúes, guaranís i pobles afins a les regions del Guayre, Itatín, Tape (les tres a l'actual Brasil), Uruguai (Brasil, Argentina i Uruguai actuals), Paraná (Argentina, Paraguai i Brasil actuals) i les àrees guaycurúes al Gran Chaco (Argentina i Paraguai actuals), van ser establertes en el segle xvii dins de territoris pertanyents a l'Imperi Espanyol a la Governació del Riu de la Plata i del Paraguai i les seves governacions successòries a partir de la seva divisió el 1617: Governació del Paraguai i Governació del Riu de la Plata. Eclesiàsticament formaven part dels bisbats catòlics de Buenos Aires i d'Asunción i integraven la Província Jesuítica del Paraguai.
En ser expulsats els jesuïtes per ordre del rei Carles III mitjançant la Pragmàtica Sanció del 27 de febrer de 1767, franciscans, dominics i mercedaris van prendre al seu càrrec els pobles missioners, constituint la Governació de les Missions Guaranís.
A les reduccions cap a l'any 1744, la Companyia de Jesús va realitzar un cens poblacional de les seves reduccions, el que va resultar un total de 84.000 indígenes.

## Població
Estimació de la població de las missions:
| Any       | Població | Any  | Població | Any  | Població |
| --------- | -------- | ---- | -------- | ---- | -------- |
| 1641/1643 | 36.190   | 1724 | 117.164  | 1750 | 95.089   |
| 1647      | 28.714   | 1732 | 141.242  | 1755 | 104.483  |
| 1648      | 30.548   | 1733 | 128.389  | 1756 | 89.536   |
| 1657      | 37.412   | 1734 | 116.250  | 1762 | 102.988  |
| 1667      | 43.753   | 1735 | 108.228  | 1765 | 85.266   |
| 1668      | 47.088   | 1736 | 102.721  | 1767 | 88.796   |
| 1676      | 53.298   | 1737 | 104.473  | 1768 | 88.864   |
| 1677      | 58.118   | 1738 | 90.287   | 1772 | 80.891   |
| 1678      | 55.125   | 1739 | 81.159   | 1783 | 56.092   |
| 1682      | 61.083   | 1740 | 73.910   | 1784 | 57.949   |
| 1700      | 86.173   | 1741 | 76.960   | 1791 | 44.677   |
| 1702      | 89.500   | 1742 | 78.929   | 1793 | 51.991   |
| 1717      | 121.168  | 1743 | 81.355   | 1801 | 45.637   |

## Organització política
La política guaraní obeïa a la seva pròpia lògica, la qual fomentava la unificació de les tekuas o llogarets (de fins a 300.000 habitants) en volàtils aliances que perseguien com a fi últim no només el control dels recursos de l'ecosistema selva sinó també la recerca de la Terra Sense Mal. Tant la figura dels karaí o profetes pan-guaranís (no adscrits a una tekua en particular sinó a la "nació" en general) com la recerca de la terra sense mal, van ser dos trets de la cultura guaraní que els jesuïtes van saber aprofitar. Ells també eren com els karaí (amb els quals van competir durant els primers anys) portadors d'una nova: el "Camí al Paradís" era compatible amb l'Aguyé o camí de la perfecció guaraní amb destinació a la Terra Sense Mal, i una forma d'aconseguir-ho era la unificació sota la protecció de les lleis de la corona de les que els jesuïtes eren garants. Els guaranís també van saber aprofitar aquest fet davant la creixent expansió del front colonial hispà-portuguès.
D'aquí que els líders polítics de moltes tekuas acceptessin aixecar símbols de protecció divina i jurídica (les esglésies) i aliar-se en definitiva amb el que la Companyia de Jesús representava. Altres líders al contrari es van mantenir en guerra i van continuar el cicle d'enfrontaments amb els seus propis connacionals; recordem que per a un guaraní menjar-se a un altre d'ells era de motiu religiós i no ho feien sovint. Perquè només els guaranís són capaços d'acumular energia per arribar a la Terra sense mal.
El sistema polític imperant mantenia a les reduccions estrictament subordinades al monarca espanyol, qui exercia la seva autoritat a Amèrica per mitjà de les Reials Audiències de Lima i Buenos Aires. Per això els jesuïtes recorrien permanentment al rei, sol·licitant autoritzacions o comandes diverses, favors i fins privilegis. En alguns casos les sol·licituds es dirigien a les audiències i als Governadors.
Com govern local, en cada reducció funcionava un Cabildo precedit pel corregidor, que era a més l'autoritat principal del poble, conegut entre els guaranís com parokaitara, "el que disposa el que s'ha de fer". Era confirmada la seva elecció pel governador i generalment l'elegit era un dels cacics del poble i solia ser a perpetuïtat.
Altres autoritats eren els alcaldes de primer vot i segon vot (també anomenats ivírayucu, "el primer entre els que porten vara"). Ells vetllaven pels bons costums, castigaven els ganduls i vagabunds i vigilaven els quals no complien els seus deures. Aquesta autoritat s'exercia dins del poble, juntament amb quatre alcaldes de barri, fora d'ell hi havia entre sis i vuit comissaris per les casernes. Una proveïdora vigilava les dones, quatre zeladors als nois i quatre inspectores a les nenes.
A més del corregidor i els alcaldes, el Cabildo estava integrat per un tinent de corregidor, un agutzil, quatre regidors, un agutzil major, un alferes real, un escrivà i un majordom, del qual depenien els comptadors, els fiscals i els magatzemistes. Els integrants del Cabildo eren elegits cada 1 de gener pels que deixaven el càrrec en una assemblea general i posats a consideració dels sacerdots i després a confirmació del governador.
Els regidors s'encarregaven d'inspeccionar la higiene i la neteja en els llocs públics i privats, controlant també la concurrència dels nens a l'escola i el catecisme.
L'agutzil era qui s'havia d'encarregar d'executar les ordres del Cabildo i de la justícia.